# Kurt Edelhagen
  Kurt Edelhagen    (Herne, 5 de juny de 1920 - Colònia, 8 de febrer de 1982) fou un gran líder de grans bandes europees durant els anys mil nou-cents cinquanta.
Fonamentalment vinculat a la música de consum, estudià piano i clarinet en la Folkwang-Schule d'Essen. El 1946 creà la seva primera orquestra de ball i el 1949 organitzà una big-band a Nuremberg, enfrontant-se amb el més complex món del jazz. El 1952dirigí l'orquestra de música lleugera de la Sudwestfunk, sent a més professor e jazz en la Musickochschule de Colònia. Va adoptar la fórmula del progressive-jazz de Stan Kenton i va experimentar la tècnica dodecafònica dintre d'estructures improvisades.